# Дядя Фред
Фредерик Альтамонт Корнуоллис Туислтон, пятый граф Икенхемский (также дядя Фред, англ. Uncle Fred) — персонаж из произведений английского писателя Вудхауза.

## Биография и описание
Не знаю, знакомо ли вам слово «эксцессы», но именно это неизменно проделывает провинциальный дядя Фред, будучи в Лондоне.
Оригинальный текст (англ.)I don't know if you happen to know what the word "excesses" means, but those are what Pongo's Uncle Fred from the country, when in London, invariably commits.

Дядя Фред — высокий, стройный, импозантный мужчина с изящными усами и «живым и предприимчивым взглядом». Ребёнком дядя Фред играл на предместье своего дяди Уиллоуби Митчинг-Хилле неподалёку от Лондона. Поскольку он был младшим сыном, он не мог унаследовать графский титул отца. Много времени он провёл в США, работая ковбоем, продавцом газированной воды, журналистом газеты и старателем в пустыне Мохаве. Будучи в Америке, он поддерживал дружеские отношения с Джеймсом Скунмейкером и со своей дочерью Майрой. Со временем умерло несколько его родственников, и титул графа перешёл к нему.
Позднее дядя Фред стал членом клуба Пеликан и хорошим другом Галахада Трипвуда, брата которого, лорда Эмсворта, он периодически навещает в замке Блэндингс. Также дядя Фред также состоит в дружеских отношениях с букмекером Клодом Поттом и его дочерью Полли.
Дядя Фред со своей женой Джейн проживает в Хэмпшире. Поначалу Джейн отпускает дядю Фреда на день-другой в город. Позже она берёт финансовые дела семьи под свой контроль и оставляет дяде Фреду лишь средства на «мячики для гольфа, чувство собственного достоинства и табак» и настаивает на том, чтобы он никуда не уезжал. Этот запрет с облегчением воспринимает его племянник Понго Туислтон («Мартышка»), считающий дядю Фреда смутьяном.
Незаурядной способностью дяди Фреда является его талант перевоплощения: так, он притворяется Джорджем Робинсоном, ветеринаром, пришедшим подстричь когти попугая в Митчинг-Хилле, мистером Роддисом там же и соседом Булстроудом, майором Брабазоном Планком и своим старшим братом.

## Появление
Дядя Фред появляется в одном рассказе и четырёх романах Вудхауза, действие двоих из которых происходит в вымышленном замке Блэндингс:
- «Дядя Фред посещает свои угодья» (1935) — входит в сборник Молодые люди в коротких гетрах (1936),
- «Дядя Фред весенней порой» (1939) — в замке Блэндингс
- «Дядя Динамит» (1948)
- «Время пить коктейли» (1958)
- «Рад служить» (1961) — в замке Блэндингс

## Приключения
В рассказе «Дядя Фред посещает свои угодья» рассказывается о том, что за год до описываемых событий в июне дядя Фред вместе с Понго пошёл на собачьи бега, но спустя десять минут по прибытии его арестовали. В рассказе «Дядя Фред весенней порой» он выуживает бумажник у тугодумного лорда Бошема и под маской сэра Родерика Глоссопа вместе с Понго в роли его племянника и секретаря Бэзила направляется в замок Блэндингс. Там он разрывает отношения Полли и её молодого человека и кладёт конец денежным заботам Понго. Также ему удаётся скрыть от Джейн то, что он покинул дом, пока она ездила в южную Францию к больной маме. Среди прочих «достижений» дяди Фредя является разрыв отношений между Понго и ужасной, на его взгляд, Гермионой Босток.

## Постановки

### Телевидение
Телевизионная постановка рассказа «Дядя Фред посещает свои угодья» с актёром Дэвидом Нивеном в роли дяди Фреда была одним из эпизодов сериала «Четыре звезды Плейхауз» (англ. Four Star Playhouse), шедшего с 1952 по 1956 годы. Также этот рассказ в 1967 году стал основой одного из эпизодов поставленного BBC сериала «Comedy Playhouse» с Уилфридом Хайд-Уайтом в роли дяди Фреда.

### Радио
Роман «Дядя Динамит» был поставлен в радиоспектакле из шести получасовых серий на радио BBC Radio 4 с Ричардом Брирсом в роли дяди Фреда, Хью Грантом в роли Понго и Полом Эддингтоном в качестве повествователя.

### Театр
В моноспектакле, основанном на рассказе «Дядя Фред посещает свои угодья», дядю Фреда сыграл Джон Литгоу.